# Ceratonereis debilis
Ceratonereis debilis är en ringmaskart som först beskrevs av Grube 1857.  Ceratonereis debilis ingår i släktet Ceratonereis och familjen Nereididae. Inga underarter finns listade i Catalogue of Life.